# Mitromorpha fischeri
Mitromorpha fischeri é uma espécie de gastrópode do gênero Mitromorpha, pertencente a família Mitromorphidae.